# Radkovski graben
Rádkovski gráben (tudi Radkovski potok) je levi pritok Ložnice na jugovzhodnem Pohorju. Značilen pohorski potok izvira v gozdu pod smučiščem Trije kralji in teče po ozki gozdnati grapi proti jugovzhodu. Šele pod vasjo Tinjska Gora se grapa odpre in od tu naprej teče potok po lastni naplavni ravnici vse do izliva v Ložnico pri Korpljah.
Potok je dobil ime po vasi Radkovec na širokem slemenu zahodno od grape. V nekaterih starejših virih je označen kot zgornji tok Ložnice.
Potok si je večji del svojega toka izdelal v pohorskih metamorfnih kamninah, predvsem v blestniku, spodnji, širši del doline pa je v manj odpornih pliocenskih in mlajših ilovnato-peščenih naplavinah.
V celotnem toku je potok ohranjen v naravnem stanju. V zgornjem delu teče skozi gozd po dnu ozke grape, večinoma po živoskalni podlagi, v spodnjem toku rahlo vijuga po naplavni ravnici, zgrajeni iz prodnih in ilovnatih naplavin, obdan z gosto obraščenimi brežinami. Večinoma teče po nenaseljenem svetu, zato ima čisto vodo, ugodno za vodni živelj, mdr. za raka navadnega koščaka (Austropotamobius torrentium).
V grapi pod vasjo Rep je ob potoku sredi gozda Jakčev (tudi Rihtarjev) mlin, ki je obnovljen in zavarovan kot tehnični spomenik, saj je eden zadnjih ohranjenih vodnih mlinov na širšem območju.